# 爱潮
《爱潮》（英语：Storm in a Teacup）是一部由维克托·萨维尔和伊安·达林坡执导的1937年英国浪漫喜剧电影，由费雯·丽、雷克斯·哈里遜（首次主演）、塞西尔·帕克和萨拉·奥尔古德主演。影片基于布鲁诺·法兰克的德国戏剧《茶杯风波》（Sturm im Wasserglas）及詹姆斯·布里迪所著英语改编本伦敦的《茶杯风波》（Storm in a Teacup）和百老汇的《帕齐风波》（Storm Over Patsy）改编而来。一位记者撰写了一篇文章，令一名政客陷入尴尬境地。与此同时，这名报员也被其女儿所吸引。

## 情节
一个苏格兰小城的市长大力吹嘘他的城市的发展与改善，而被恐吓的村民则闷闷不乐地忍受他。一位英国记者（雷克斯·哈里森饰）从伦敦来为当地报社工作，很快就与市长发生冲突——同时爱上了他的女儿（费雯·丽饰）。他承担起一名推着手推车出售冰淇淋的可怜女人的案子，她的牧羊犬帕齐即将被当地警方处死，因为她不能支付“狗税”（以及随后的罚款）。
在报社编辑有机会审查文章之前，这位理想主义的年轻记者便已在当地报纸中揭露了她所遭受的的不公正待遇，这引发了整个英格兰和苏格兰的抗议活动。愤怒的市长便以诽谤罪起诉这个“来自伦敦的厚颜无耻的小无赖”。开庭后，看到当地人对被告的支持以及他的女儿与该名英国记者之间流露出的恋情，市长最终放弃了对记者的判决。

## 演员
- 费雯·丽 - 维多利亚·高
- 雷克斯·哈里遜 - 弗兰克·伯顿
- 塞西尔·帕克 - 市长威廉·高
- 萨拉·奥尔古德 - 霍诺里娅·赫加蒂
- 厄休拉·让斯 - 利斯贝特·斯柯文
- 盖斯·麦克诺顿 - 贺拉斯·斯柯文
- 埃德加·K·布鲁斯 - 麦凯勒
- 罗伯特·黑尔 - 斯凯里沃尔勋爵
- 昆廷·麦克菲尔松 - 贝利·卡伦德
- 阿瑟·旺特纳 - 地方检察官
- 埃利奥特·梅克汉 - 治安官
- 乔治·皮尤 - 孟席斯
- 阿瑟·锡顿 - 警长
- 塞西尔·曼纳林 - 警员
- 艾弗·巴纳德 - 沃特金斯
- 西里尔·史密斯 - 议员
- 威廉·费伊 - 卡西迪
- 杰克·肖特 - 唐纳德（高尔夫球童）
- 斯克拉菲 - 小狗帕齐

## 反响
在电影首次发行时，评论是有正面的。在《纽约时报》上，弗兰克·纽金特称其为“引人入胜的缩影”和“精彩的滑稽酝酿效果”。《蒙特利尔宪报》的评论家写道：“这部出色的故事是由导演维克多·萨维尔和达林坡以及一众出色的演员完成的。”《男孩生活》的评论家称其为“为观众准备的一场笑料”。
正面评论的数量随着时间的推移而增长。李奧納德·馬丁将这部电影评为三星（共四星），称其为“诙谐的社会喜剧”。《英国电影指南》一书认为这部电影是维克多·萨维尔的“精心制作的类型电影”和“轻松的雷克斯·哈里遜-费雯·丽社会喜剧”。 《英国电影导演：评论指南》一书称其为“一部带有反法西斯暗流的异想天开的喜剧”。《嘘声合唱：英国电影喜剧1929-1939》一书认为这部电影是“十年来最好的英国喜剧之一”。
1977年费雯丽传记的作者安妮·爱德华兹认为这部电影是一部“有趣但无关紧要的喜剧”。尽管如此，她还是认为费雯·丽的表演“诙谐而热情”，她的角色“不会让她为成就感到骄傲。”

## 延伸阅读
- McFarlane, Brian, ed.; Anthony Slide, asst. ed. The Encyclopedia of British Film: Second Edition – Fully Updated and Revised. London: Methuen Publishing, 2005. Print. ISBN 978-0-413-77526-9.
- Moore, Rachel. "Love Machines." Film Studies 4 (2004): 2–3. Web. 4 Jan 2012.
- Robertson, James C. . Historical Journal of Film, Radio and Television (London: Routledge). 1982, 2 (1): 49–64. doi:10.1080/01439688200260041.
- Slide, Anthony. Fifty Classic British Films, 1932–1982: A Pictorial Record. New York City: Dover Publications, Inc., 1985. Print. ISBN 0-486-24860-7.
- Library of Congress, Copyright Office. Catalog of Copyright Entries: Part 1, Group 3: Dramatic Composition and Motion Pictures: 1938 New Series: Volume 11, No. 2. p. 1375 Washington: GPO, 1939.
- Library of Congress, Copyright Office. Catalog of Copyright Entries Part 1, Group 3, 1937 New Series, Volume 10, No. 10. page 591. Washington: GPO, 1938. p. 591
- Library of Congress. Copyright Office. Federal Register, April 17, 1998 (Volume 63, Number 74): "Notices" pp. 19299-19300 （页面存档备份，存于）" Washington: GPO, 1998.